# El Bayo 2da. Sección
El Bayo 2da. Sección är en ort i Mexiko.   Den ligger i kommunen Macuspana och delstaten Tabasco, i den sydöstra delen av landet, 700 km öster om huvudstaden Mexico City. El Bayo 2da. Sección ligger 9 meter över havet och antalet invånare är 552.
Terrängen runt El Bayo 2da. Sección är mycket platt. Runt El Bayo 2da. Sección är det ganska tätbefolkat, med 67 invånare per kvadratkilometer. Närmaste större samhälle är Macuspana, 17,7 km sydväst om El Bayo 2da. Sección. Trakten runt El Bayo 2da. Sección består till största delen av jordbruksmark.